# Jorge Chávez Cresta
Jorge Luis Chávez Cresta  (Lima, 11 de mayo de 1961) es un ingeniero civil, abogado y militar (retirado) peruano, con el rango de general de brigada. Fue ministro de Defensa del Perú, desde diciembre de 2022 hasta febrero de 2024, en el gobierno de Dina Boluarte; habiendo ocupado dicho cargo entre agosto y noviembre de 2020, el gobierno de Martín Vizcarra.

## Biografía
Es Oficial General del Ejército del Perú. Tiene el grado de Magíster en Administración en el Instituto Tecnológico y de Estudios Superiores de Monterrey, es licenciado en Ciencias Militares por la Escuela Militar de Chorrillos, e ingeniero civil y abogado por la Universidad Alas Peruanas. Posteriormente obtuvo un doctorado en Gobierno y Política Pública en el Instituto de Gobierno y Gestión Pública de la Universidad de San Martín de Porres.
Cuenta con estudios de Alta Dirección en Gestión Pública (Universidad del Pacífico), Alta Dirección en la Universidad de Piura, Programa de Alta Dirección de Recursos Humanos en la Escuela Superior de Administración de Negocios (ESAN); estudios de Gestión de Riesgos de Desastres en el INDECI, UME de España y Guardia Nacional de West Virginia en los Estados Unidos; y estudios de Políticas para la Defensa en el Centro de Estudios Hemisféricos para la Defensa, en The William Perry Center de Washington, Estados Unidos.

### Carrera profesional
En los años 2009-2012; como Oficial General se ha desempeñado como Oficial Representante del Ejército del Perú para el tema de la Reserva y Desastres Naturales en los países de España, Israel, Corea, China y Estados Unidos (West Virginia), así como en Alemania; representante en rondas de conversaciones con los Ejércitos de las Repúblicas de Argentina, Bolivia, Colombia, Chile, Ecuador, Brasil y Estados Unidos para promover, coordinar y fortalecer la cooperación nacional e internacional entre Ejércitos de América. Participante en las conferencias Regionales de Defensa del Centro de Estudios Hemisféricos para la Defensa (CHDS) en las Repúblicas de Chile, Panamá el Salvador y Perú.
En el año 2016, fue el encargado de llevar a cabo la transición de la fusión por absorción de la SEDENA, (Secretaria de Defensa Nacional) de la presidencia del Concejo de Ministros del Perú (PCM) al Ministerio de Defensa.
En el año 2016 y 2017 fue director general de Política y Estratégica del Ministerio de Defensa en los aspectos relacionados con misiones de paz, gestión de riesgo de desastres y seguridad hemisférica y como Coordinador Ejecutivo del Centro de Operaciones de Emergencia Nacional (COEN) durante la Emergencia del Niño Costero 2017, teniendo a su cargo la conducción y coordinación de acciones para la asistencia humanitaria a la población afectada con entidades nacionales e internacionales (PNUD, PMA, UNICEF, OMI; entre otros).
A partir del año 2017 y según Resolución Suprema n.º 176-2017/ del 22 de noviembre del 2017 se desempeñó como jefe del Instituto Nacional de Defensa Civil, atendiendo rápida y efectivamente todo tipo de emergencias como consecuencia de actividades naturales (lluvias intensas, huaycos, inundaciones, sismos, deslizamientos, erupciones volcánicas) y/o antrópicas; De manera particular, en el marco de la Defensa Civil, fue el encargado de apoyar la coordinación de trabajos para la recepción y visita del Papa Francisco en tres regiones del Perú (Madre de Dios, Trujillo y Base Aérea de las Palmas), organizando y controlando la afluencia de más de un millón de personas sin ningún tipo de incidentes o pérdida de vidas debido a la confluencia de personas en dichos eventos; siendo distinguido con la más alta condecoración de la nación como funcionario público por la organización de la visita papal.
En el desarrollo de funciones como jefe de la Defensa Civil-GRD, pudo lograr en virtud a calificaciones y coordinaciones por el desarrollo del trabajo, obtener el año 2019 la vicepresidencia del INSARAG y el año 2020 la presidencia del INSARAG para el Perú; en las Américas; coordinando la asistencia humanitaria y/o correspondiente a Búsqueda y Rescate de las Américas, para asistencia en caso de afectación por un sismo de gran magnitud; en el marco de ello y asistencia de emergencias implementó en el Perú, el Centro de Operaciones de Emergencia (COEN), como consecuencia de una donación de la República Popular China; de mejor performance en América Latina para asistencia humanitaria.
Durante la emergencia nacional por la COVID-19 y como jefe del INDECI, unificó y articuló la asistencia y cooperación internacional para establecimiento de protocolos sanitarios en las acciones de administración del aeropuerto (repatriación de nacionales y evacuación de ciudadanos extranjeros), recibiendo el reconocimiento internacional por el trabajo llevado a cabo;  movilización de ciudadanos peruanos de la capital al interior del país, reduciendo la incidencia de migrantes; soporte alimentario a ciudadanos extranjeros (Venezolanos) y población afectada económicamente y sanitariamente por la Covid 19; en el devenir de su intervención en el campo; fue afectado por la Covid 19 de manera asintomática; retornando a sus labores de primera línea 20 días después.

## Vida política

### Ministro de Defensa

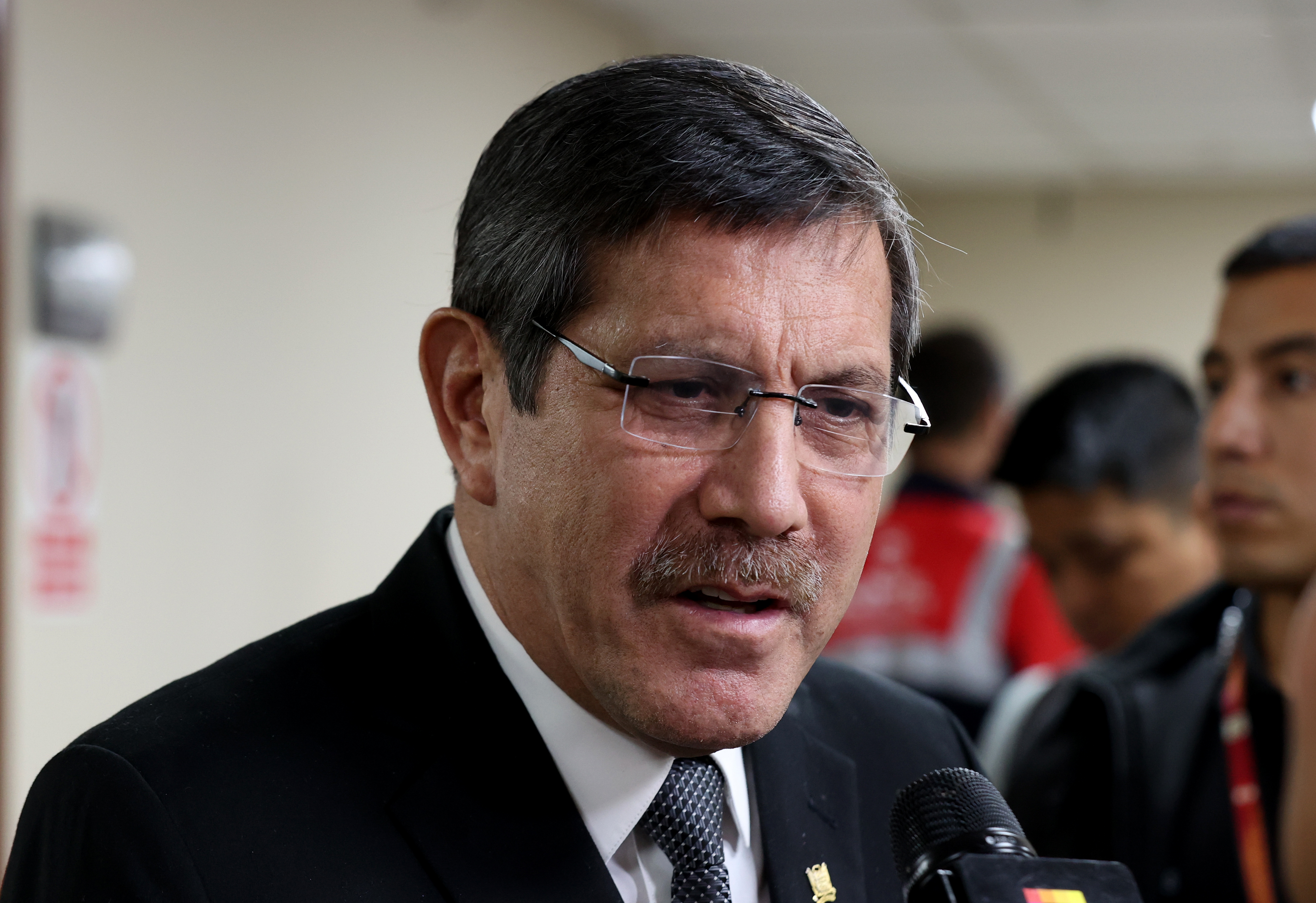
Chávez en mayo de 2023.

#### Gobierno Vizcarra
El 6 de agosto de 2020, fue nombrado como ministro de Defensa, haciendo participar a las Fuerzas Armadas como soporte logístico importante en la lucha contra la pandemia; asimismo estableciendo políticas de intervención en apoyo de la PNP para cumplimiento de restricciones como consecuencia del protocolo sanitario, en coordinación con el Ministerio de Salud, interactuando con los diferentes niveles de Gobierno, Congreso de la República y poderes del Estado, para la gestión adecuada del sector y la lucha contra la pandemia.
Afrontó acciones para asistencia de la lucha contra la Covid 19; lucha contra el narcotráfico y el terrorismo; asimismo tuvo una destacada participación durante la crisis política ocasionada por la vacancia presidencial, de manera particular en la administración y manejo en relación con la participación de las FF. AA. en el marco del orden constitucional.
Estuvo ejerciendo sus labores hasta que el 10 de noviembre del mismo año, se vio obligado a renunciar debido a la vacancia de Martín Vizcarra al cargo de presidente de la República y luego la asunción de Manuel Merino como presidente interino.

#### Gobierno Boluarte
El 21 de diciembre del 2022, fue nuevamente convocado para ejercer como ministro de Defensa en reemplazo de Alberto Otárola quien habría renunciado para luego ejercer como presidente del Consejo de Ministros en el gobierno de Dina Boluarte.
Mantuvo este cargo hasta el 13 de febrero de 2024, cuando la presidenta Boluarte hizo una recomposición de su gabinete.

## Premios y condecoraciones
- Medalla Académica del Ejército.
- Cruz Peruana al Mérito Militar (grados de Caballero, Comendador, Oficial, Gran Oficial Gran Cruz).
- Medalla al Combatiente del Cenepa
- Condecoración Gral Div José Miguel Lanza  (Ejército de Bolivia)
- Orden Militar Francisco Bolognesi (Gran Oficial y Gran Cruz)
- Condecoración Orden Militar de Ayacucho (Gran Cruz)[24]
- Condecoración Medalla al Mérito por la contribución a la Gestión Reactiva de la GRD (INDECI)

- Reconocimiento de Medalla al Valor CGBV
- Cruz Peruana al Mérito Aeronáutico Grado de gran Cruz.
- Condecoración FAP Orden Capitán Quiñones grado de Gran Cruz Especial

- Condecoración Orden Cruz Peruana al Mérito Naval grado de Gran Cruz Especial[25]
- Condecoración Orden Gran Almirante Grau grado Gran Cruz Especial Distintivo Blanco.
- Medalla Comando Conjunto de las FF. AA. en el grado Gran Cruz
- Condecoración Orden al Mérito por servicios distinguidos otorgada por el Señor Presidente de la República.[11]